# Parafia św. Doroty w Bogurzynie
Parafia pw. Świętej Doroty w Bogurzynie – parafia rzymskokatolicka należąca do dekanatu mławskiego zachodniego, diecezji płockiej, metropolii warszawskiej. Poprzednio należała do dekanatu mławskiego, diecezji płockiej, metropolii warszawskiej.